# Casa de Correos y Telégrafos
La Casa de Correos y Telégrafos es la oficina central de correos de la ciudad de Lima, la capital del Perú. El edificio está situado en el centro histórico de Lima, cerca de la Plaza Mayor.
Fue construido en 1897 en un estilo Beaux Arts. En el centro de su fachada simétrica hay un reloj y un león de bronce. El edificio ocupa 6537 m². 

## Historia
La construcción original fue ordenada por el presidente Remigio Morales Bermúdez en 1892. Es obra de los arquitectos Emilio Pazo y Máximo Doig. Tanto la dirección de la construcción como los diseños complementarios estuvieron a cargo de Manuel J. San Martín y Eduardo de Brugada. Entró en funciones en 1897.
En la década de 1920, debido a la alta demanda del servicio de correo y al rápido desarrollo de las tecnologías para la comunicación, se amplió el local original en la propiedad colindante. Se construyeron almacenes de mayor capacidad y accesos para vehículos motorizados.
Hacia 1924 se hizo una tercera ampliación en la que la edificación se integró con el espacio público a través del diseño de un pasaje que une el jirón Camaná con el de la Unión. Este espacio cuenta además con galerías comerciales (aún en actividad) junto con el Archivo General de la Nación.
Fue declarada Monumento Histórico el 28 de diciembre de 1972.

## Usos
El edificio albergaba el Museo Postal y Filatélico del Perú y mostraba exposiciones relativas al servicio postal y objetos relacionados con la historia limeña. Al interior del edificio se encuentra situado el pasaje Piura, también llamado pasaje del correo o pasaje Carmen, calle donde se agrupan tiendas y puestos de venta de sellos postales, donde aficionados a la filatelia se reúnen los domingos por la mañana para intercambiarlos y venderlos.

### Casa de la Gastronomía Peruana
Desde 2011, en el edificio, se ha instalado la Casa de la Gastronomía Peruana. El museo abarca desde la época preincaica hasta la contemporánea y cuenta con ambientes que escenifican la preparación de la comida por épocas y regiones del país. El recorrido comprende con diez unidades temáticas. El museo es administrada por el Ministerio de Cultura. Además de la sala permanente, cuenta con una sala de audiovisuales y una sala temporal.

## Galería

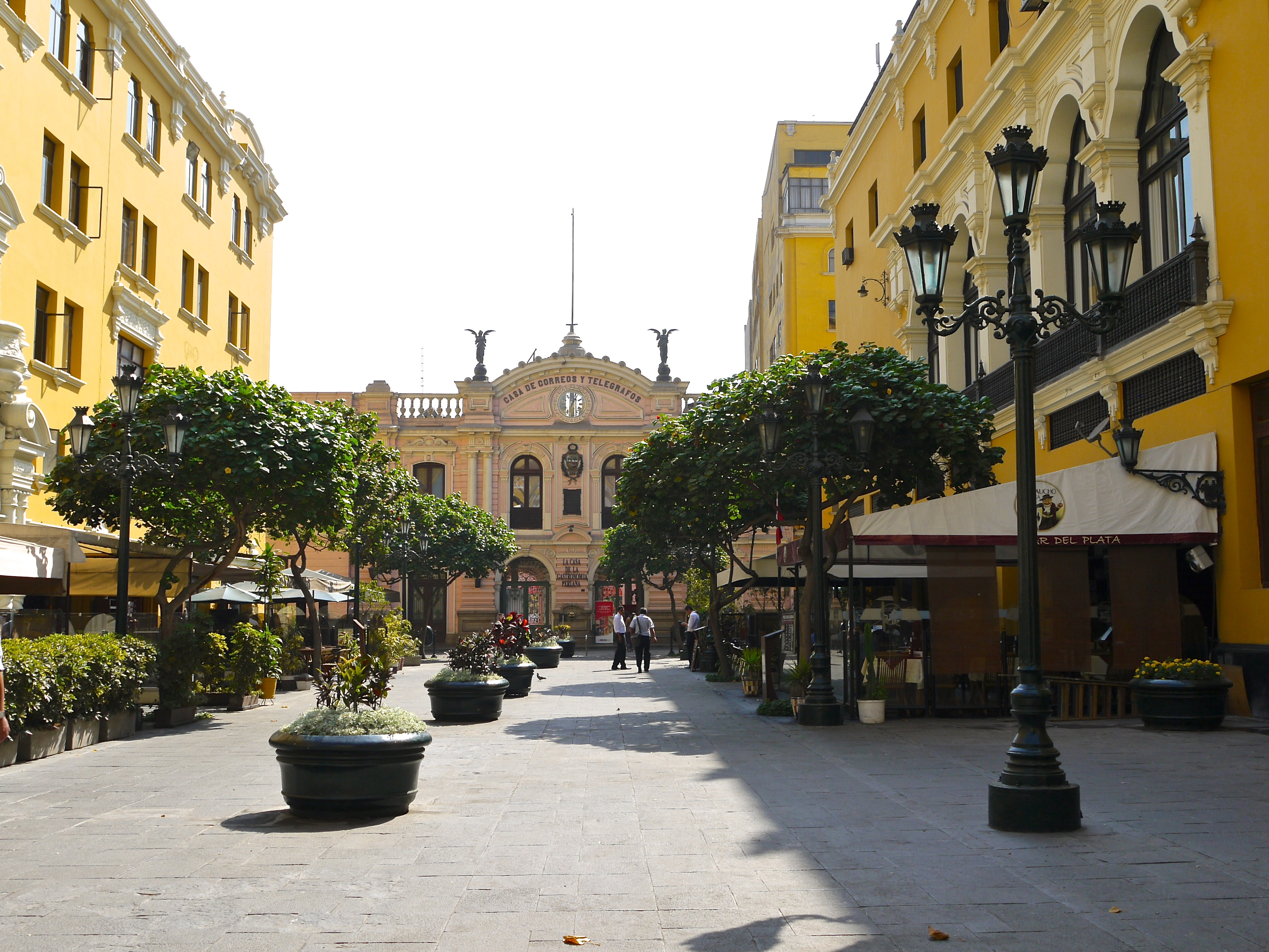
La fachada desde el Pasaje Nicolás de Rivera el Viejo
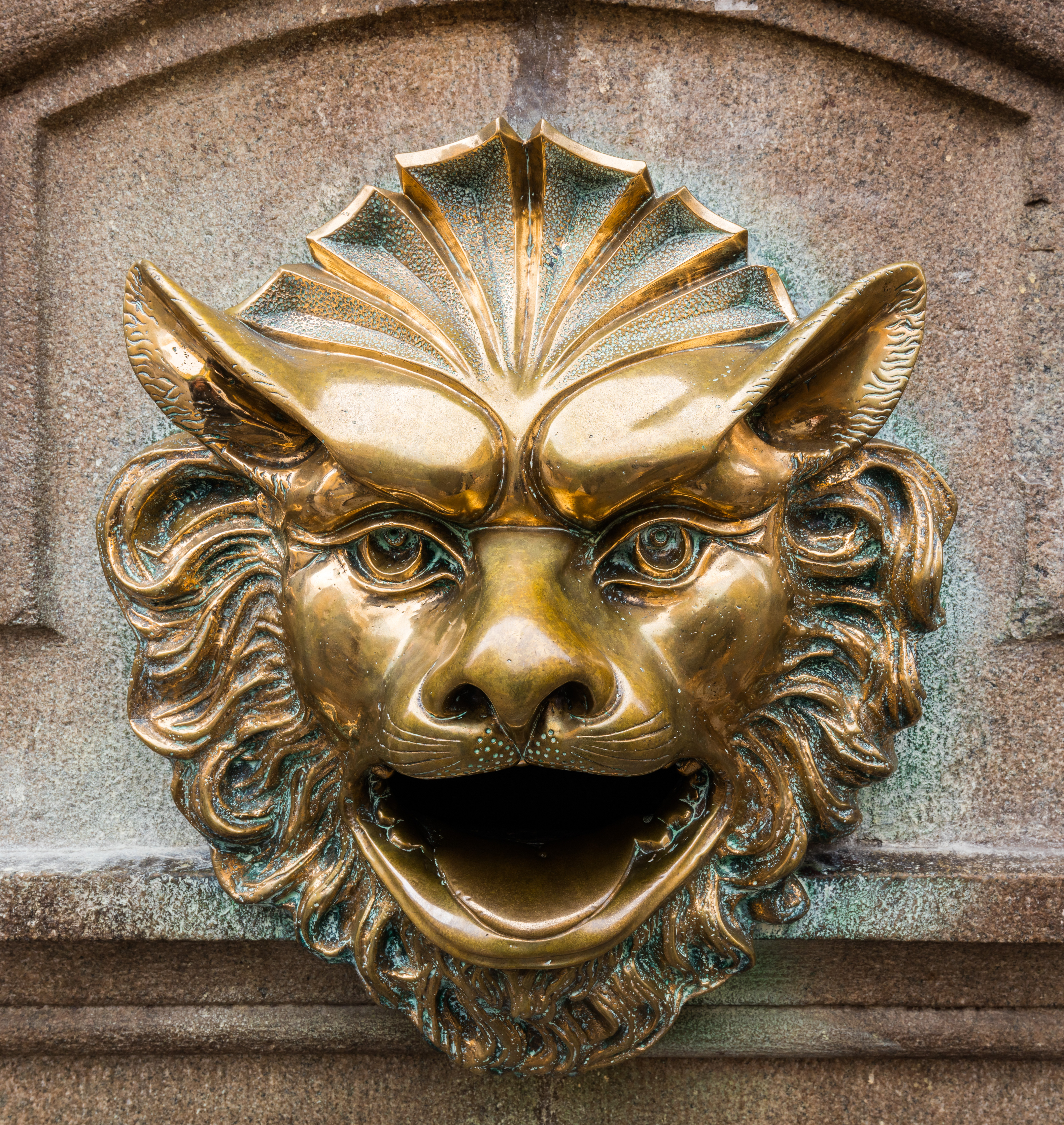
Primer plano del buzón de la fachada
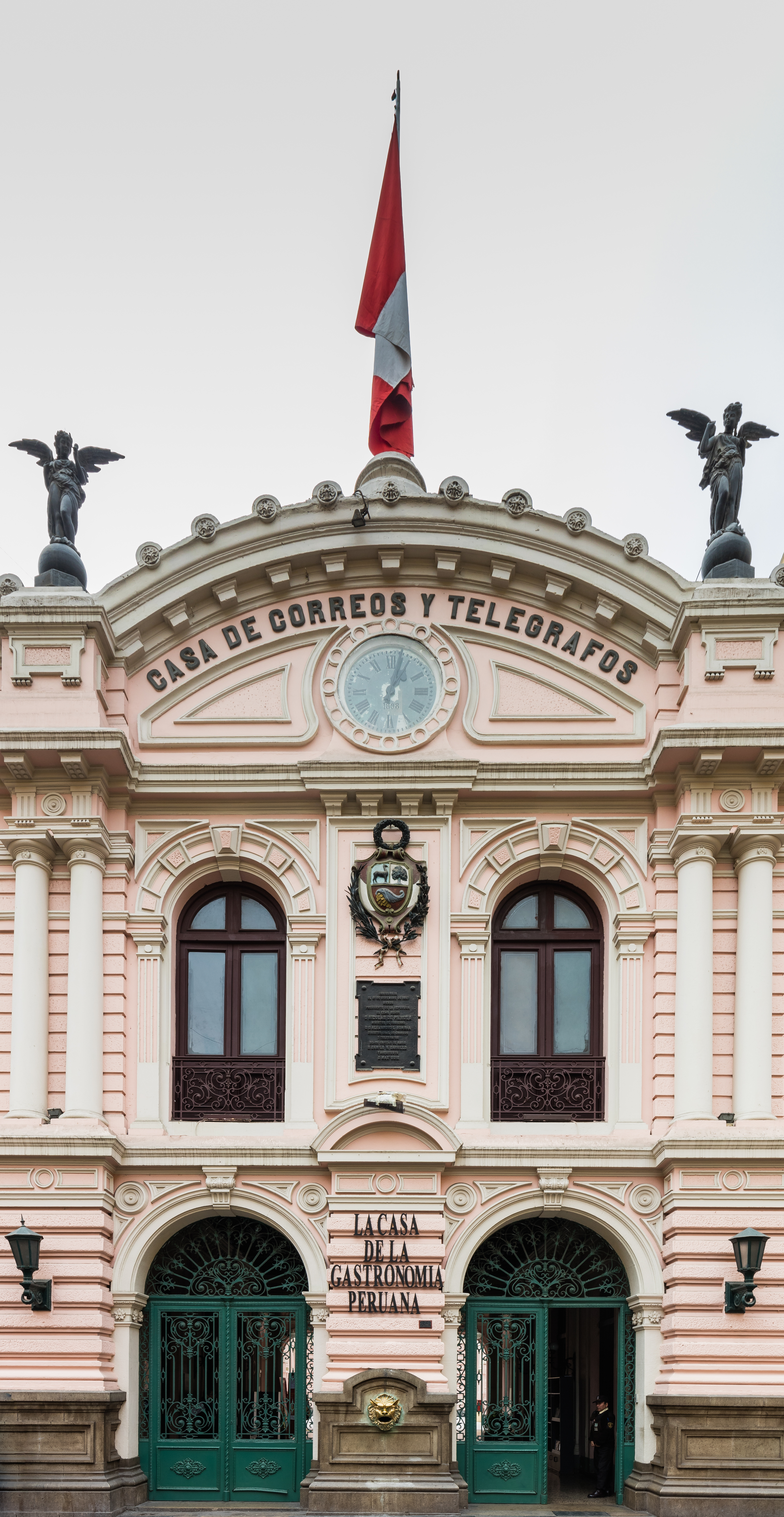
Fachada
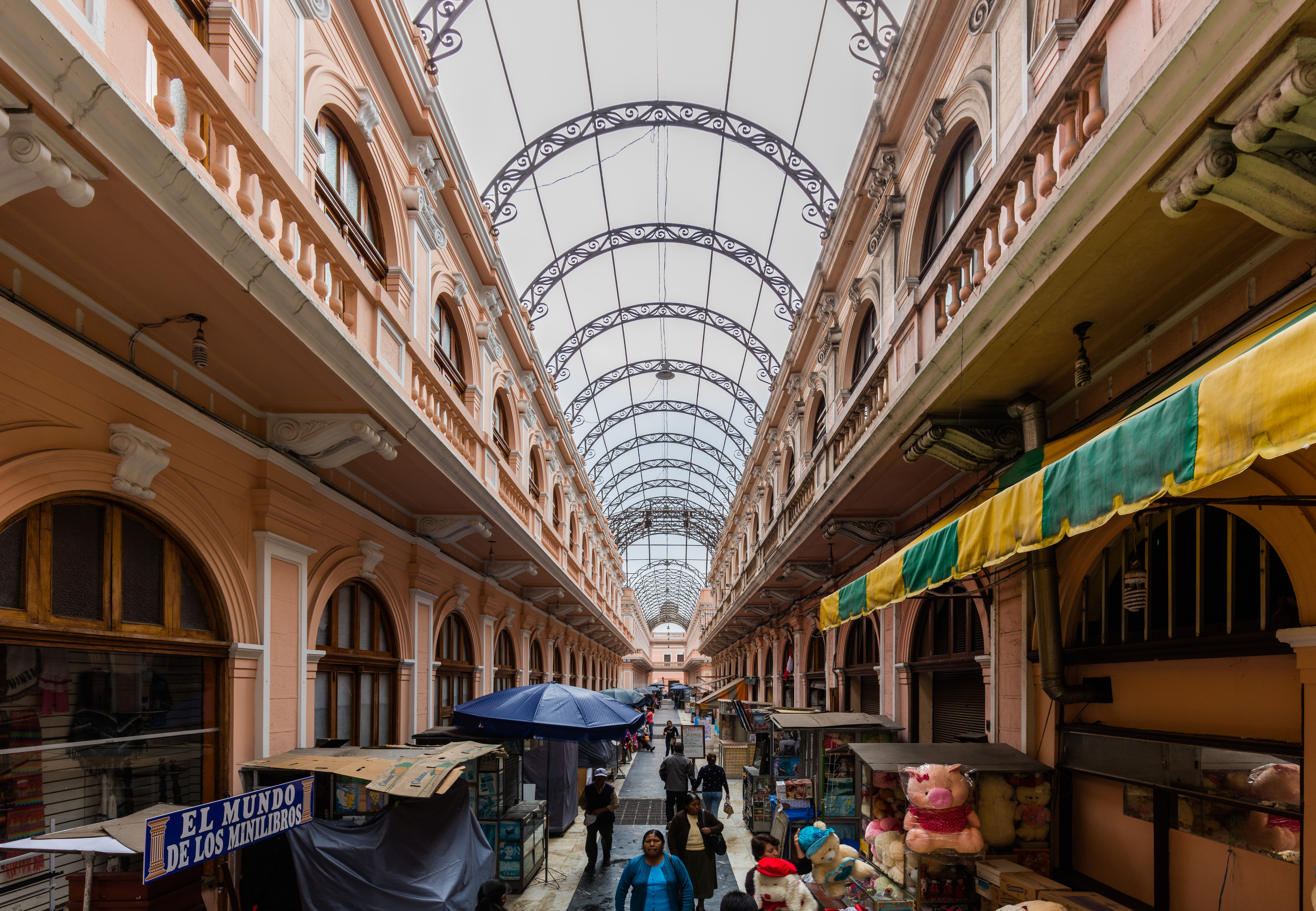
Pasaje Piura